# Сельма (Алабама)
Сельма (англ. Selma) — місто (англ. city) в США, в окрузі Даллас штату Алабама. Населення — 17 971 особа (2020).

## Географія
Сельма розташована за координатами 32°25′1″ пн. ш. 87°2′5″ зх. д. / 32.41694° пн. ш. 87.03472° зх. д. (32.416985, -87.034710). За даними Бюро перепису населення США в 2010 році місто мало площу 37,30 км², з яких 35,77 км² — суходіл та 1,54 км² — водойми.

## Історія
Корінні американці стверджують, що місто було збудоване на місці зустрічі вождя племені чокто Таскалуси з експедицією Ернандо де Сото. Поселення офіційно зареєстроване 1732 року як Екор-Б'єнвіль (Ecor Bienville), пізніше називалось поселення Мурс-Блафф (Moore's Bluff settlement). У 1820 році було створене місто Сельма. Воно було спроектоване і назване майбутнім віце-президентом США Вільямом Р. Кінгом.

## Демографія
Згідно з переписом 2010 року, у місті мешкало 20 756 осіб у 8086 домогосподарствах у складі 5184 родин. Густота населення становила 556 осіб/км². Було 9429 помешкань (253/км²).
Расовий склад населення:
| - 80,3 % — чорних або афроамериканців - 18,0 % — білих - 0,6 % — азіатів - 0,2 % — корінних американців |

До двох чи більше рас належало 0,8 %. Частка іспаномовних становила 0,6 % від усіх жителів.
За віковим діапазоном населення розподілялося таким чином: 28,0 % — особи молодші 18 років, 57,8 % — особи у віці 18—64 років, 14,2 % — особи у віці 65 років та старші. Медіана віку мешканця становила 35,0 року. На 100 осіб жіночої статі у місті припадало 80,2 чоловіків; на 100 жінок у віці від 18 років та старших — 73,1 чоловіків також старших 18 років.
Середній дохід на одне домашнє господарство становив 38 362 долари США (медіана — 22 414), а середній дохід на одну сім'ю — 46 585 доларів (медіана — 29 380). Медіана доходів становила 36 262 долари для чоловіків та 29 289 доларів для жінок. За межею бідності перебувало 41,9 % осіб, у тому числі 61,0 % дітей у віці до 18 років та 16,0 % осіб у віці 65 років та старших.
Цивільне працевлаштоване населення становило 5806 осіб. Основні галузі зайнятості: освіта, охорона здоров'я та соціальна допомога — 27,2 %, виробництво — 19,2 %, роздрібна торгівля — 9,8 %, мистецтво, розваги та відпочинок — 8,7 %.